# 黄充妃
黄充妃（1396年—1425年），名金娣，安徽休宁县人，中國古代明朝皇族女性，明仁宗的妃嫔，也是秀怀王正妃黄氏和嘉善公主驸马王增的祖姑。父黄彦斌，母徐氏，兄黄琮。
黄金娣原是安徽休宁的农家女，明仁宗即位，召黄氏家属入北京，赐黄充妃的父亲名黄彦斌，封为正四品指挥佥事，母徐氏封恭人；妃兄黄琮亦以妹贵封为正六品百户，并在父亲年老回乡后袭职。
明仁宗即位一年就去世，黄充妃痛哭不已，奏明太后张氏，自愿殉葬，并求恩赐父母，以全家族禄爵。太后准许，黄充妃即于当夜戌时三刻自缢殉节。明宣宗即位，追謚皇庶母充妃黃氏曰“恭靖”。